# Colonia Agrícola la Suriana
Colonia Agrícola la Suriana är en ort i Mexiko.   Den ligger i kommunen Martínez de la Torre och delstaten Veracruz, i den sydöstra delen av landet, 230 km öster om huvudstaden Mexico City. Colonia Agrícola la Suriana ligger 73 meter över havet och antalet invånare är 106.
Terrängen runt Colonia Agrícola la Suriana är platt. Runt Colonia Agrícola la Suriana är det ganska tätbefolkat, med 230 invånare per kvadratkilometer. Närmaste större samhälle är Martínez de la Torre, 18,2 km söder om Colonia Agrícola la Suriana. Omgivningarna runt Colonia Agrícola la Suriana är en mosaik av jordbruksmark och naturlig växtlighet.